# 조지아 철도
조지아 철도(Georgian Railway, საქართველოს რკინიგზა)는 조지아의 국가 철도 기업이다.
흑해와 카스피해를 연결하는 이 철도는 유럽과 중앙아시아 사이의 최단 루트 위에 위치한다. 1520mm 표준 러시아 궤간을 사용하며 길이는 1,323.9km(총 1,576km), 1,422개 다리, 32개 터널, 22곳의 승객용 정차역, 114곳의 화물역으로 구성된다.

## 역사
1865년 설립되었고 1871년 포티와 크비릴라(Kvirila, 오늘날의 제스타포니) 사이부터 운영이 시작되었다. 첫 승객용 열차가 1872년 10월 10일 포티에서 트빌리시 중앙역까지 운영되었다.